# The Originals (3.ª temporada)
A terceira temporada de The Originals um spin-off produzido pela The CW e baseado na série norte-americana The Vampire Diaries, foi renovada oficialmente em 11 de janeiro de 2015 e estreou em 8 de outubro de 2015.
A temporada foi lançada no Brasil em DVD em outubro de 2016, sendo a última temporada lançada no país nesse formato. O quarto e quinto anos apenas foram laçados em terras brasileiras em 2020 pela plataforma de streaming Globoplay.

## Produção
A The CW anunciou a renovação para a terceira temporada oficialmente em 12 de janeiro de 2015 e estreou em 8 de outubro de 2015.A série, que era exibida nas segundas-feiras na temporada anterior, passou a ser exibida nas quintas logo após o episódio de The Vampire Diaries.
A partir de 29 de janeiro de 2016, as duas séries foram movidas para as sextas, cedendo o espaço para a estreia de Legends Of Tomorrow e a terceira temporada de The 100. No mesmo mês, Mark Pedowitz, presidente da The CW, anunciou a realização de um episódio crossover entre The Vampire Diaries e The Originals. O crossover foi iniciado no 14° episódio de The Vampire Diaries, e continuado no episódio de The Originals.

## Elenco

### Regular
- Joseph Morgan como Klaus Mikaelson
- Daniel Gillies como Elijah Mikaelson
- Phoebe Tonkin como Hayley Marshall-Kenner
- Charles Michael Davis como Marcel Gerard
- Leah Pipes como Camille O'Connell (Regular até o episódio 19)
- Danielle Campbell como Davina Claire (Regular até o episódio 21)
- Yusuf Gatewood como Vincent Griffith
- Riley Voelkel como Freya Mikaelson

### Recorrente
- Rebecca Breeds como Aurora de Martel
- Oliver Ackland como Tristan de Martel
- Andrew Lees como Lucien Castle
- Tracy Ifeachor como Aya Al-Rashid
- Jason Dohring como Detetive Will Kinney
- Nathan Parsons como Jackson Kenner
- Nathaniel Buzolic como Kol Mikaelson
- Caspar Zafer como Finn Mikaelson
- Steven Krueger como Joshua Rosza
- Stephanie Cleough como Alexis
- Lawrence Kao como Van Nguyen
- Joyce Thi Brew como Kara Nguyen

### Convidado
- Haley Ramm como Ariane
- Sebastian Roché como Mikael (arquivo de imagem)
- Maisie Richardson-Sellers como Eva Sinclair/Rebekah Mikaelson
- Taylor Cole como Sofya
- Matt Cedeno como Gaspar Cortez
- Dan Martinas como Hollis
- Debra Mooney como Mary Dumas
- Leslie-Anne Huff como Rayna Cruz
- Rebecca Blumhagen como Madison
- Jaylen Moore como Mohinder
- David E. Collier como Shen Min
- Amber Midthunder como Kayla McInnis
- McCarrie McCausland como Marcel (Jovem) (arquivo de imagem)
- Devon Allowitz como Henrik Mikaelson (arquivo de imagem)
- Morgan Alexandria como Lana (arquivo de imagem)

### Participação especial
- Claire Holt como Rebekah Mikaelson 5 episodios
- Paul Wesley como Stefan Salvatore 1 episodio
- Zach Roerig como Matt Donovan 1 episodio

## Episódios
| Episódio # | Título                                                                           | Dirigido por      | Escrito por                                 | Estreia original        | Audiência nos EUA (em milhões) |
| --- | -------------------------------------------------------------------------------- | ----------------- | ------------------------------------------- | ----------------------- | ------------------------------ |
| 1 | "For The Next Millennium (Para O Próximo Milênio)"                               | Lance Anderson    | Michael Narducci                            | 8 de outubro de 2015    | 0.89                           |
| Meses após o confronto violento e mortal com a poderosa bruxa Dahlia, uma rachadura continua a dividir os irmãos Klaus e Elijah, enquanto Freya tenta encontrar uma forma de consertar as coisas na tentativa de fazer com que a família volte a ser o que era. Enquanto isso, as suspeitas de Klaus atingem o auge quando o Original descobre que um velho amigo vampiro, Lucien, chegou a Nova Orleans com interesses misteriosos envolvendo as linhagens remanescentes dos Mikaelson. Em outros lugares, Elijah questiona se realmente pode perdoar o irmão por suas ofensas anteriores, enquanto Hayley sofre com a maldição que a deixa na forma de loba no bayou. No French Quarter, Vincent e Cami ajudam o detetive Kinney após a revelação de uma série de descobertas macabras, o que faz com que eles acreditem que um assassino em série está à solta. Finalmente, Marcel, que ganhou novamente o controle do Quarter, tenta uma nova estratégia para recrutar vampiros, ao mesmo tempo em que Davina, agora a regente das bruxas, toma uma decisão que colocará ela e Marcel em lados diferentes de um crescente conflito. |                                                                                  |                   |                                             |                         |                                |
| 2 | "You Hung The Moon (Você Pendurou A Lua)"                                        | Jeffrey Hunt      | Carina Adly MacKenzie                       | 15 de outubro de 2015   | 1.12                           |
| Depois de descobrir que caçadores ilegais começaram a tirar os lobisomens do bayou, Elijah e Jackson ficam preocupados com a segurança de Hayley quando ela não consegue aparecer durante a lua cheia. Enquanto isso, Davina, a única com a resposta para o paradeiro de Hayley, cria maneiras de usar isso para sua própria vantagem. Em outros lugares, Cami aborda Klaus sobre sua teoria de quem está por trás da série de assassinatos no bairro francês, enquanto Lucien oferece a Elijah um aviso inquietante sobre a guerra entre as linhagens. Finalmente, depois de receber uma profecia terrível sobre o futuro dos irmãos Mikaelson, Klaus toma medidas extremas para determinar a validade desta potencial ameaça iminente. |                                                                                  |                   |                                             |                         |                                |
| 3 | "I'll See You In Hell Or New Orleans (Vou Te Ver No Inferno Ou Em Nova Orleans)" | Michael Grossman  | Declan de Barra & Michelle Paradise         | 22 de outubro de 2015   | 0.95                           |
| Com a tensão aumentando como nunca, Klaus e Elijah são forçados a se unirem a fim de descobrir os verdadeiros motivos de Lucien em Nova Orleans. Cami é pega de surpresa quando ela encontra-se cara a cara com Lucien e se surpreende quando ele revela algumas informações inesperada sobre o passado dele com Klaus. Em outros lugares, uma figura misteriosa apresenta uma oferta tentadora para Marcel, enquanto Hayley se volta para uma maneira não convencional de lidar com sua situação atual. Finalmente, um velho conhecido do passado de Elijah chega em Nova Orleans e oferece algumas novidades surpreendentes envolvendo a crescente ameaça aos irmãos Mikaelson. |                                                                                  |                   |                                             |                         |                                |
| 4 | "A Walk On The Wild Side (Uma Caminhada No Lado Selvagem)"                       | Matt Hastings     | Ashley Lyle & Bart Nickerson                | 29 de outubro de 2015   | 1.07                           |
| A fim de descobrir o que seu velho conhecido, Tristan, realmente está fazendo em Nova Orleans, Elijah considera a opção de comparecer a um baile organizado por um grupo misterioso de vampiros anciões chamado The Strix, ao mesmo tempo que Hayley convida-se para acompanhá-lo. Lá, Marcel é abordado por uma oferta tentadora feita por uma mulher misteriosa chamada Aya, mas ele logo percebe que as coisas não são o que parecem. Em outra parte, quando um componente vital para o plano de Lucien desaparece, ele e Klaus formam uma aliança provisória para encontrá-lo. |                                                                                  |                   |                                             |                         |                                |
| 5 | "The Axeman's Letter (A Carta do Machadeiro)"                                    | Michael Allowitz  | Michael Russo & Diane Ademu-John            | 5 de novembro de 2015   | 0.97                           |
| Enquanto a guerra entre as linhagens continuam a crescer, Klaus recebe a visita inesperada de uma figura de seu passado. Quando Elijah suspeita que Tristan está escondendo alguma coisa, ele pede a ajuda de Marcel para descobrir o que ele está tramando. Em outros lugares, Davina se esforça com o seu papel como Regente e procura o conselho de Hayley. Finalmente, um antigo segredo que é descoberto ameaça destruir os irmãos Mikaelson separando-os para sempre. |                                                                                  |                   |                                             |                         |                                |
| 6 | "Beautiful Mistake (Belo Erro)"                                                  | Steven DePaul     | Christopher Hollier & Kyle Arrington        | 12 de novembro de 2015  | 0.98                           |
| Quando Elijah e Freya percebem que Rebekah pode ser o mais recente alvo do plano da The Strix, eles fazem o que for preciso para protegê-la. Em outros lugares, Klaus passa um tempo com Aurora para descobrir onde suas lealdades estão, enquanto um encontro perigoso com um membro da The Strix leva Hayley e Marcel a fazerem uma descoberta inquietante. Finalmente, um elaborado esquema criado por Lucien deixa Cami se confrontando com uma decisão difícil de tomar e Detetive Kinney lutando por sua vida. |                                                                                  |                   |                                             |                         |                                |
| 7 | "Out Of The Easy (Sem Facilidade)"                                               | Bethany Rooney    | Beau DeMayo & Michelle Paradise             | 19 de novembro de 2015  | 0.80                           |
| Com uma iminente profecia terrível sobre eles, Klaus e Elijah convidam Lucien, Tristan e Aurora para se reunirem no dia de Ação de Graças em uma tentativa de negociar uma trégua. Quando Aurora revela que ela tem uma influência poderosa sobre Klaus, Hayley e Freya tomam o assunto em suas próprias mãos, levando a um confronto mortal triplo. Em outros lugares, Marcel e Vincent são forçados a tomar medidas drásticas quando eles percebem que Davina pode estar com sua mente sobrecarregada, e Cami encontra-se cara a cara com um nova ameaça perigosa. |                                                                                  |                   |                                             |                         |                                |
| 8 | "The Other Girl in New Orleans (A Outra Garota Em Nova Orleans)"                 | Kellie Cyrus      | Michael Russo & Michael Narducci            | 3 de dezembro de 2015   | 1.17                           |
| Depois de saber que a vida de Cami está em perigo e Aurora pode ser a culpada, Klaus é forçado a se envolver em mais um dos seus jogos tortuosos e segue uma série de pistas que ela deixou para trás para ele. Enquanto isso, Elias, Freya e Hayley tomam medidas drásticas contra Tristan quando eles descobrem que ele guarda uma valiosa peça da informação que eles precisam. Em outros lugares, Aya dá um ultimato para Marcel que o deixa com uma decisão difícil de tomar, enquanto as tensões entre Hayley e Jackson levam ela a reavaliar seu envolvimento nos assuntos de família dos Mikaelson. |                                                                                  |                   |                                             |                         |                                |
| 9 | "Savior (Salvadora)"                                                             | Matt Hastings     | Carina Adly MacKenzie & Diane Ademu-John    | 10 de dezembro de 2015  | 0.97                           |
| Quando uma perigosa aflição ameaça expor um de seus irmãos, Freya procura uma maneira de reverter a maldição incapacitante, mesmo que ela se encontra como o mais recente alvo do plano de The Strix. Em outros lugares, Klaus mantém um olhar atento sobre Cami enquanto ela tenta ajudar o Detetive Kinney, cuja vida começou a sair do controle como resultado da compulsão de Lucien. Enquanto isso, um confronto com Marcel faz com que Vincent reavalie sua decisão de ficar fora dos assuntos das bruxas, e a tentativa de Hayley de ter um Natal tranquilo com Jackson e Hope resulta em uma surpresa inesperada. |                                                                                  |                   |                                             |                         |                                |
| 10 | "A Ghost Along The Mississippi (Um Fantasma Ao Longo Do Mississippi)"            | Michael Grossman  | Declan de Barra                             | 29 de janeiro de 2016   | 0.95                           |
| Em consequência de um plano horrível que deixou Cami morta, Klaus declara guerra à Aurora e Tristan. Em outros lugares, Vincent, que retomou seu papel como Regente das bruxas de Nova Orleans, é forçado a usar sua magia contra a sua vontade, enquanto Hayley e Jackson se encontram peões em um distorcido jogo de Tristan. Finalmente, depois de saber que Tristan está na posse de uma arma poderosa que pode acabar com a sua família de uma vez por todas, Klaus, Elijah e Freya aprovam um plano arriscado que leva a um confronto tenso com os Strix. |                                                                                  |                   |                                             |                         |                                |
| 11 | "Wild At Heart (Coração Selvagem)"                                               | John Hyams        | Ashley Lyle & Bart Nickerson                | 5 de fevereiro de 2016  | 0.92                           |
| Enquanto Klaus encontra-se lidando com assuntos urgentes em casa, Elijah relutantemente se alinha com Aya depois de saber que ela pode ter conhecimento de uma arma indescritível que poderia matar um vampiro Original para sempre. Enquanto isso, sozinha e afastada de seu grupo de bruxas, Davina desesperadamente fica em conflito depois que ela é abordada com uma oferta atraente que poderia levá-la a um passo de se reunir com Kol. |                                                                                  |                   |                                             |                         |                                |
| 12 | "Dead Angels (Anjos Mortos)"                                                     | Darren Genet      | Kyle Arrington & Michael Narducci           | 12 de fevereiro de 2016 | 0.80                           |
| Quando uma arma poderosa que poderia derrubar o Mikaelsons para sempre acaba nas mãos erradas, Klaus se encontra em um tenso impasse com um improvável inimigo. Enquanto isso, a tentativa de Elijah de recuperar o controle da Strix leva a um confronto violento e o surgimento de um potencial novo líder. Em outro lugar, quando um novo grupo de bruxas tenta influenciar Davina em ajudá-los a localizar a arma indescritível, ela rapidamente percebe que pode estar em perigo. |                                                                                  |                   |                                             |                         |                                |
| 13 | "Heart Shaped Box (Caixa Em Forma De Coração)"                                   | Chris Grismer     | Michelle Paradise & Christopher Hollier     | 19 de fevereiro de 2016 | 0.87                           |
| Determinada em fazer seu último movimento contra os irmãos Mikaelson, Aurora usa Freya como isca para atrair Klaus e Elijah em uma armadilha perigosa. Enquanto isso, depois de ser recrutada pelo poderoso grupo de bruxas da Strix para executar um feitiço que poderia salvar as vidas de seus amigos mais próximos, Davina encontra uma maneira de evocar Kol, a única pessoa que pode saber o ingrediente chave para completar o feitiço. Finalmente, Hayley é forçada a fazer um sacrifício doloroso. |                                                                                  |                   |                                             |                         |                                |
| 14 | "A Streetcar Named Desire (Um Bonde Chamado Desejo)"                             | Matt Hastings     | Beau DeMayo & Diane Ademu-John              | 26 de fevereiro de 2016 | 1.07                           |
| Com a ameaça da profecia que paira sobre suas cabeças, Klaus e Elijah encontram-se inúteis dentro de uma armadilha mágica, enquanto o grupo de bruxas de Aya e da Strix avançam com um feitiço arriscado que pode acabar com um deles para sempre. Em outros lugares, Freya lida com o peso de recuperar seus irmãos e pede a ajuda de Marcel, Hayley e Stefan Salvatore, um velho amigo de Klaus, cuja chegada inesperada pode ser a chave para a sua sobrevivência. Finalmente, Davina avança com um plano perigoso, que lhe deixa a um passo mais perto de se reunir com Kol. |                                                                                  |                   |                                             |                         |                                |
| 15 | "An Old Friend Calls (Um Velho Amigo Chama)"                                     | Jeffrey Hunt      | Carina Adly Mackenzie & Michael Russo       | 4 de março de 2016      | 0.90                           |
| Quando Klaus descobre que Cortez, um antigo vampiro com uma vingança contra ele, chega em Nova Orleans, ele se vê forçado a lidar com essa nova ameaça. Enquanto isso, quando Cortez começa a ameaçar a vida dos moradores inocentes, Vincent não tem escolha a não ser ajudar o vampiro vingativo em seu plano para derrubar Klaus. Em outros lugares, Marcel procura Davina querendo sua ajuda depois que vários membros da Strix somem, e Elijah confronta Hayley depois de saber que ela está lidando com a morte de Jackson em um caminho destrutivo. |                                                                                  |                   |                                             |                         |                                |
| 16 | "Alone With Everybody (Sozinho Com Todos)"                                       | Hanelle Culpepper | Ashley Lyle & Bart Nickerson                | 1 de abril de 2016      | TBA                            |
| Quando os rumores sobre a última bala de carvalho branco começam a se espalhar, inimigos perigosos chegam em New Orleans, na tentativa de derrubar Klaus de uma vez por todas. Como as ameaças continuam a crescer, Elijah convoca seus irmãos para se esconderem no complexo, enquanto Marcel, Vincent e Josh perseguem uma vantagem envolvendo uma vampira misteriosa chamada Sofya, que podem ter as respostas que eles estão procurando. Enquanto isso, as tensões dentro do complexo aumentam assim como Kol é forçado a ficar cara a cara com seu irmão Finn, a pessoa responsável pela sua morte. Em outros lugares, Klaus e Hayley procuram abrigo em sua antiga alcateia e tropeçam em cima de algumas notícias perturbadoras envolvendo a ameaça contra eles. |                                                                                  |                   |                                             |                         |                                |
| 17 | "Behind The Black Horizon (Por Trás Do Horizonte Negro)"                         | Joseph Morgan     | Declan de Barra & Diane Ademu-John          | 8 de abril de 2016      | TBA                            |
| Quando é descoberto que Freya foi raptada e está nas mãos de uma nova ameaça perigosa, os irmãos Mikaelson são obrigados a colocar de lado suas diferenças, a fim de salvá-la antes que seja tarde demais. Seguindo uma pista que os levam à Mystic Falls, Elijah e Finn encontram o delegado Matt Donovan, que não leva muito bem novos vampiros em sua cidade. Lucien com ajuda dos ancestrais cria uma nova espécie de vampiro, se tornando um, mais forte que a familia original. Enquanto isso, Klaus e Hayley trabalham juntos para descobrir o motivo por trás de uma das agendas secretas de Lucien, enquanto uma mudança preocupante no comportamento de Kol deixa Davina preocupada com o seu futuro juntos. |                                                                                  |                   |                                             |                         |                                |
| 18 | "The Devil Comes Here And Sighs (O Diabo Vem Aqui E Suspira)"                    | Jesse Warn        | Kyle Arrington & Michelle Paradise          | 15 de abril de 2016     | TBA                            |
| Enquanto a cidade comemora o seu Festival Anual de Jazz, uma equipe improvável de inimigos dos Mikaelson junta forças para deixar Klaus como refém. Levando o peso de obter seu irmão de volta, Elijah e Freya enfrentam uma força poderosa nunca vista antes, enquanto Hayley e Cami colocam em movimento seu próprio plano arriscado para resgatar Klaus. Enquanto isso, quando o comportamento errático de Kol piora, Davina não tem escolha senão recorrer a Marcel e Vincent para obter ajuda. |                                                                                  |                   |                                             |                         |                                |
| 19 | "No More Heartbreaks (Sem Mágoas)"                                               | Millicent Shelton | Celeste Vasquez & Michael Narducci          | 29 de abril de 2016     | TBA                            |
| Em sequência de um encontro violento que deixou a vida de Cami por um fio, Klaus é forçado a confiar em sua família e aliados para encontrar uma cura enquanto ele mantém um olhar atento sobre Cami no Complexo. Com o tempo se esgotando, Freya volta-se para seu arsenal de feitiços, enquanto Vincent e Marcel vão para o apartamento de Cami para reunir um ingrediente crucial. Em outros lugares, Hayley e Elijah viajam para o bayou na esperança de trazer de volta um antídoto potencial que pode salvar a vida de Cami. Finalmente, Davina confronta Lucien e descobre algumas informações devastadoras que irão mudar seu futuro com Kol para sempre. |                                                                                  |                   |                                             |                         |                                |
| 20 | "Where Nothing Stays Buried (Onde Nada Fica Enterrado)"                          | John Hyams        | Carina Adly MacKenzie & Christopher Hollier | 6 de maio de 2016       | TBA                            |
| No despertar de um plano cruel que deixou sua família abalada, Klaus, Elijah e Freya procuram desesperadamente por uma maneira de acabar com Lucien de uma vez por todas. No entanto, seus esforços são deixados de lado por consequência de um pedido urgente de ajuda de Kol e Marcel. Por insistência de Klaus, Freya e Elijah relutantemente ficam para trás para oferecer sua ajuda, enquanto Klaus e Hayley vão para o bayou depois de descobrir o mais recente plano de Lucien. Uma vez lá, um confronto inesperado entre Klaus e Lucien obriga Freya tomar o assunto em suas próprias mãos, desencadeando uma série de eventos que irão mudar toda a sua vida para sempre. |                                                                                  |                   |                                             |                         |                                |
| 21 | "Give 'Em Hell Kid (Dê a Eles O Inferno, Criança)"                               | Jeffrey Hunt      | Ashley Lyle & Bart Nickerson                | 13 de maio de 2016      | TBA                            |
| Depois de receber novas visões da iminente profecia, Freya descobre que sua família está em rota de colisão com um novo inimigo perigoso. Enquanto isso, com a ajuda de Detetive Kinney, Vincent e Kol viajam para o mundo ancestral para acabar com as bruxas e tomar de volta a sua cidade de uma vez por todas. Em outros lugares, Klaus e Elijah enfrentam Marcel depois de um plano de partir o coração dado errado e que o deixou para baixo. |                                                                                  |                   |                                             |                         |                                |
| 22 | "The Bloody Crown (A Coroa De Sangue)"                                           | Matt Hastings     | Beau DeMayo & Diane Ademu-John              | 20 de maio de 2016      | TBA                            |
| Depois de meses de ficarem frustrados com as ameaças perigosas e os ataques mortais, os irmãos Mikaelson finalmente ficam cara a cara com a única pessoa que poderia levar a sua morte final. Com as apostas maiores do que nunca e o Complexo invadido por um exército de seus mais antigos inimigos jurados, Klaus é levado a julgamento por séculos de atrocidades que ele cometeu. Enquanto isso, Marcel, que tem ficado cada vez pior e fora de controle depois de um ato de traição por aqueles mais próximos a ele, fica atordoado com a chegada inesperada de alguém de seu passado. Por fim, Elijah, Freya e Kol freneticamente procuram uma maneira de salvar sua família antes que seja tarde demais. |                                                                                  |                   |                                             |                         |                                |